# Estratificação aquática

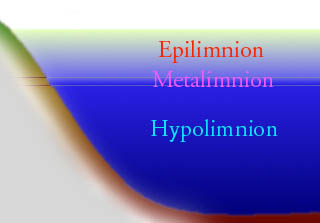
Estratificação térmica num corpo de água.

Estratificação é um fenómeno comum nos corpos de água, que consiste na formação de camadas horizontais de água com diferentes densidades, estáveis, ordenadas de forma a que as menos densas flutuem sobre as mais densas, com um grau mínimo de mistura entre elas. Embora existam vários mecanismos que conduzem à estratificação, a origem mais comum é a térmica e resulta na formação de uma camada de água mais quente, e por isso menos densa, que se acumula junto à superfície do corpo de água, sobrenadando a água mais fria e densa da região mais profunda. A manutenção da estratificação depende da inexistência de correntes de convecção ou advecção ou da ausência de mistura induzida pela agitação da superfície causada pelo vento.

## Estratificação térmica
| Temp. (°C)                                                   | Densidade (kg/m3) |
| ------------------------------------------------------------ | ----------------- |
| +100                                                         | 958,4             |
| +80                                                          | 971,8             |
| +60                                                          | 983,2             |
| +40                                                          | 992,2             |
| +30                                                          | 995,6502          |
| +25                                                          | 997,0479          |
| +22                                                          | 997,7735          |
| +20                                                          | 998,2071          |
| +15                                                          | 999,1026          |
| +10                                                          | 999,7026          |
| +4                                                           | 999,9720          |
| 0                                                            | 999,8395          |
| −10                                                          | 998,117           |
| −20                                                          | 993,547           |
| −30                                                          | 983,854           |
| Os valores abaixo de 0 °C referem-se a água superarrefecida. |                   |

A temperatura de máxima densidade da água doce ronda os 4 graus Celsius (exactamente 999,975 quilogramas por metro cúbico a 3,98 graus Celsius no caso da água pura). Acima dessa temperatura, a densidade da água diminui regularmente até atingir o ponto de ebulição; igual fenómeno ocorre com a descida de temperatura até ao ponto de congelação (o gelo flutua na água líquida). Devido a essa variação de densidade da água, na ausência de condições de mistura que mantenham a destratificação, é frequente os corpos de água estratificarem por razões térmicas.
A separação de água quente e fria apenas se mantém enquanto não existir suficiente agitação da água. Num intervalo longo de tempo, e mesmo não ocorrendo agitação, por um processo denominado por difusão, o calor da zona superior do reservatório irá ser difundido lentamente para todo o reservatório, terminando por ocorrer uma completa homogeneização da temperatura da massa de água, com a consequente mistura e desaparecimento da estratificação.
Nos lagos e lagoas, onde o fenómeno é comum, as camadas formadas por estratificação térmica recebem as seguintes designações:
- Epilimnion ou epilímnio - a camada superficial do corpo de água, menos densa.
- Metalimnion ou metalímnio (em geral referida simplesmente por termoclina) - a zona de transição entre a camada superficial e a camada profunda, caracterizada por fraca espessura e rápida variação de temperatura.
- Hypolimnion ou hipolímnio - a camada mais profunda, mais densa.

Em regiões de clima temperado onde se verifica um aquecimento e arrefecimento cíclico dos corpos de água, gera-se um padrão sazonal de estratificação e de circulação, com a estratificação no período estival e recirculação nos períodos de primavera e outono (nos lagos dimícticos). O processo ocorre mais lentamente em massas de água profundas, podendo formar-se bandas térmica (thermal bars).
Se a estratificação da água permanece durante longos períodos, a massa de água é considerada meromíctica. Pelo contrário, se durante a maior parte do tempo a massa de água não apresenta estratificação, comportando-se como uma uma camada única de água da superfície até ao fundo, a massa de água é considerada holomíctica.
A acumulação de dióxido de carbono em solução na água, como ocorre em alguns lagos meromícticos de África (Lago Nyos e Lago Monoun nos Camarões e Lago Kivu no Ruanda), é perigosa pois potencia erupções límnicas, durante as quais é libertada num período muito curto uma grande quantidade de dióxido de carbono, e eventualmente outros gases, os quais provocam um súbito empobrecimento relativo em oxigénio no ar da zona circundante, provocando a morte por asfixia a pessoas e animais que aí se encontrem.